# Sebastián Pol
Marco Sebastián Pol Gutiérrez, noto come Sebastian Pol (Tunuyán, 14 marzo 1988), è un calciatore argentino, attaccante del Dep. Rengo.